# Paralobophora auricilla
Paralobophora auricilla är en fjärilsart som beskrevs av Inoue 1955. Paralobophora auricilla ingår i släktet Paralobophora och familjen mätare. Inga underarter finns listade i Catalogue of Life.